# Varianza nei correlatori digitali

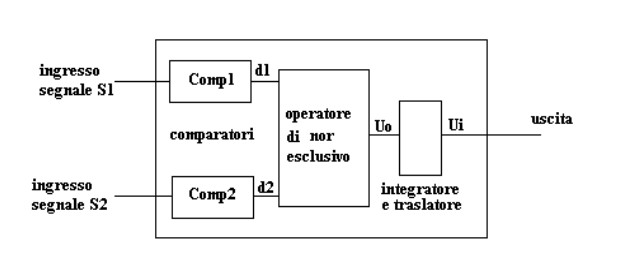
Schema a blocchi di un correlatore digitale.

I correlatori sono dei dispositivi elettronici caratterizzati da due ingressi, ai quali applicare i segnali da controllare , ed una uscita che, in base alle proprie caratteristiche d’ampiezza nel tempo,  indica quale interdipendenza esiste tra i due segnali applicati all'ingresso .

## Il processo di correlazione
Il processo di correlazione comprende un notevole numero di procedure per l’indagine sulla natura ed il comportamento dei segnali analogici; due segnali elettrici , indicabili genericamente con {\displaystyle S_{1}\ e\ S_{2}}, apparentemente indifferenti l’uno dall'altro possono avere in comune quantità di energia legate da particolari relazioni di polarità nel tempo; analizzandoli con le tecniche di correlazione si possono evidenziare eventuali legami esistenti e misurarne la quantità rispetto all'ampiezza complessiva dei segnali.

### La varianza
Una delle caratteristiche salienti di questi dispositivi è indicata come Varianza nei correlatori digitali, la varianza indica il rumore proprio all'uscita di un correlatore a coincidenza di segni.
La varianza non dipende dal rapporto {\displaystyle Si/Ni} all'ingresso del correlatore ma da i parametri di quest’ultimo che sono espressi dalla 1):
La valutazione del livello di rumore {\displaystyle Nux} in uscita si ottiene impiegando l'algoritmo: 
{\displaystyle Nux=\left[{\frac {Val.}{\pi \cdot {\sqrt {(6/7)\cdot 4\cdot RC\cdot (F_{2}-F_{1})}}}}\right]\ \ } 1) :
Dove;
{\displaystyle RC} è la costante di tempo d’integrazione 
{\displaystyle F_{1}} è la frequenza inferiore della banda di ricezione
{\displaystyle F_{2}} è la frequenza superiore della banda di ricezione
{\displaystyle Val} è la tensione di alimentazione del correlatore

### Contributi di coerenza dei segnali
Il rumore d’uscita del correlatore ostacola la scoperta dei contributi di tensione {\displaystyle Sux} generati dalla coerenza dei segnali, ostacolo tanto più marcato quando, in dipendenza del rapporto {\displaystyle S_{i}/N_{i}} l’ampiezza della funzione di correlazione si riduce d’ampiezza secondo la 2)
{\displaystyle Sux={\frac {Val}{3.14}}Arcsen{\begin{Bmatrix}{\frac {1}{[1+({\frac {Ni}{Si}})^{2}]}}\end{Bmatrix}}} 2) 
Se idealmente si considerasse nulla la varianza espressa dalla 1), la 2) potrebbe evidenziare la correlazione tra due segnali anche per rapporti {\displaystyle S_{i}/N_{i}}  estremamente piccoli dato che il livello di correlazione in uscita potrebbe essere amplificato tanto quanto necessario per individuarlo.

## Correlatore ai minimi livelli di segnale

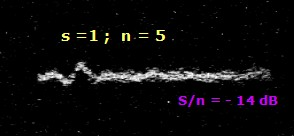
Segnale di un bersaglio scoperto dal sonar con le tecniche di correlazione: per

Il comportamento del correlatore per segnali molto piccoli, indicati con   {\displaystyle (S_{i})}, può essere illustrato secondo la 1) della prima sotto sezione nella quale inserire ad esempio:
- {\displaystyle Val=5\ V}
- {\displaystyle RC=1\ s}
- {\displaystyle F_{2}-F_{1}=6000\ Hz}
- Dati all'ingresso {\displaystyle N_{1}\ e\ N_{2}} non correlati tra loro di uguale ampiezza {\displaystyle ni}
Con questi dati all'uscita del correlatore si rileva una componente continua nulla attorno alla quale è piazzata la varianza {\displaystyle Nux=10\ mVeff.}  il cui picco-picco è dell'ordine di {\displaystyle 5\cdot Nux=50\ mVpp}
Un dispositivo con queste caratteristiche consentirebbe di rivelare la presenza di due segnali correlati {\displaystyle Si_{1}\ e\ Si_{2}} , di uguale ampiezza {\displaystyle si},  in mezzo al rumore, che provocassero una {\displaystyle Sux} tale da farla emergere dai picchi negativi della varianza.
Una {\displaystyle Sux} con questo livello dovrebbe essere almeno di {\displaystyle 60\ mVcc,}  sì da superare nettamente i picchi negativi della varianza di {\displaystyle -25\ mVcc,}   evidenziando sempre  la sua presenza sui picchi del rumore d'uscita.
Richiamando ora la 2) della sotto sezione precedente possiamo scrivere:
{\displaystyle Sux=(Val/\pi )\cdot \arcsin \left[{\frac {1}{1+(Ni/Si)^{2}}}\right]\ \ \ } .
che risolta per determinare {\displaystyle Si/Ni}  in decibel diventa:
{\displaystyle (Si/Ni)dB=20\cdot log\ \left\{{\frac {1}{\sqrt {\left[{\frac {1}{\sin \ (\pi \cdot Sux/Val.)}}-1\right]}}}\right\}} 
se in essa sostituiamo i valori numerici sopra determinati si ha:
{\displaystyle (Si/Ni)dB=20\cdot log\ \left\{{\frac {1}{\sqrt {\left[{\frac {1}{\sin \ (\pi \cdot 0.06\ V/5\ V)}}-1\right]}}}\right\}={-}14\ dB}
Risulta pertanto che il correlatore digitale, in questo esempio, consente di rivelare segnali {\displaystyle Si} tra loro interdipendenti a {\displaystyle -14/dB} sotto il livello dei rumori non correlati {\displaystyle Ni_{1}\ e\ Ni_{2}.}
Questa caratteristica del correlatore è tra le più importanti che il dispositivo sia in grado di offrire.
Se il correlatore non è messo a punto correttamente la possibilità di discriminare il segnale sarà tanto minore quanto più sarà elevato il fuori zero del traslatore di livello del correlatore stesso, o di quant'altro provochi irregolari fuori zero.

## Comportamento di un correlatore alle interferenze
L'esame del comportamento del correlatore digitale nei casi classici di funzionamento, visto nelle sezioni precedenti, non tiene conto nella pratica che porta di sovente a delle condizioni diverse che alterano i risultati finali; infatti i segnali  {\displaystyle Si}  sono applicati al correlatore tramite dei circuiti di limitazione e la presenza di questi è fonte di interferenze indotte a causa degli elevati guadagni degli stadi di limitazione stessi.
Le interferenze sono dovute, il più delle volte, ad un unico segnale che si accoppia con gli ingressi dei limitatori producendo segnali correlati e correlabili su tutta la banda a cui rispondono tanto i limitatori che gli EXCLUSIVE-NOR finali indipendentemente dalla larghezza di banda dei segnali che è fisicamente piazzata nei circuiti che precedono i limitatori.
Questo tipo di interferenza indotta fa sì che anche con {\displaystyle Si=0,} in presenza di soli disturbi non correlati {\displaystyle Ni} d'ingresso, si abbia una componente continua spuria di {\displaystyle Sux}, la cui ampiezza segue le stesse leggi in precedenza descritte e che compare come un segnale d'uscita, non desiderato, la cui ampiezza dipende dal rapporto tra {\displaystyle Ni} (definito nella banda tra {\displaystyle F_{1}\ e\ F_{2})} e l'interferenza definita in una banda molto più ampia. 
Si vede all'uscita del correlatore uno pseudo-segnale {\displaystyle Sux} che a volte può mascherare il segnale vero quando quest'ultimo è dovuto ad un valore di {\displaystyle Si} molto piccolo.
È possibile stabilire se un correlatore lavora in condizioni di interferenze interne nel seguente modo:
-Si applicano ai limitatori i soli disturbi non correlati {\displaystyle Ni_{1}\ e\ Ni_{2}}
-Si regolano le ampiezze di {\displaystyle Ni_{1}\ e\ Ni_{2}} al minimo livello possibile compatibilmente con il regolare impegno dei limitatori.
-Si dispone in uscita del correlatore, nell'integratore, un gruppo {\displaystyle RC} calcolato per avere una varianza di ampiezza {\displaystyle 1/10} rispetto al minimo segnale {\displaystyle Sux} vero che si desidera discriminare in funzionamento normale.
-Si controlla l'accurata taratura del traslatore di livello.
-Si misura la tensione di uscita su {\displaystyle RC;} il valore non deve scostarsi da zero più di {\displaystyle 1/10} della tensione di {\displaystyle Sux} (vero). 
Se il valore misurato è diverso da quanto stabilito significa che è presente una interferenza che deve essere individuata e successivamente eliminata.